# Zitiron

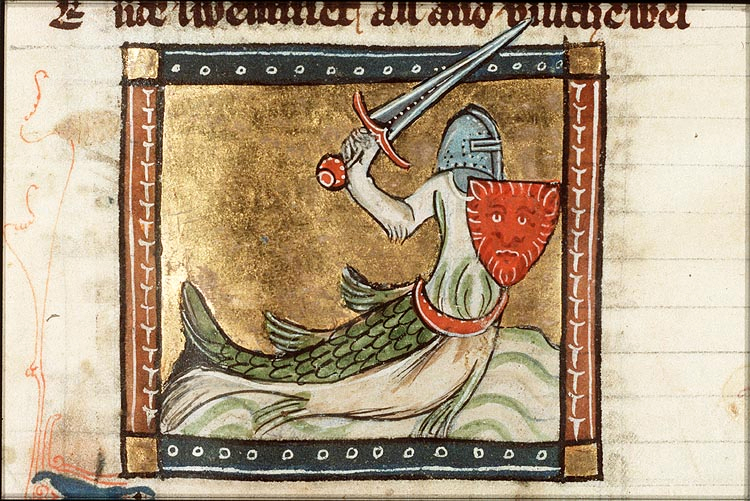
Raffigurazione di uno zitiron su un codice miniato di Jacob van Maerlant

Lo zitiron o cavaliere di mare (noto come miles marinus in latino, chevalier de meer, chevalier marin o anche zytiron in francese, zeeridder in fiammingo) è una creatura leggendaria medievale, descritta come un ibrido tra un pesce e un cavaliere in armatura.

## Storia
Menzioni a esseri assimilabili allo zitiron compaiono già nel Romanzo di Alessandro (le cui prime edizioni risalgono al III secolo) all'interno del quale si narra di come Alessandro Magno abbia appreso i segreti del combattimento a cavallo da alcuni pesci. Tale episodio verrà rivisitato nel Perceforest (1340), opera che attribuisce fattezze più antropomorfe a queste creature, dando loro il nome di cavalieri di mare.
Per vedere comparire il termine zitiron e descrivere questi esseri, bisogna attendere il 1240, con il capitolo VI (relativo ai mostri marini) del De natura rerum di Tommaso di Cantimpré.. Appare successivamente nel poema Der Naturen Bloeme, opera del 1350 del poeta fiammingo Jacob van Maerlant. Diverse copie ricche di miniature del manoscritto originale, realizzate verso la metà del XIV secolo, assicurarono alla creatura un grande successo iconografico. La creatura appare nuovamente nel capitolo 105 del quarto libro (dedicato ai pesci) dell'Hortus Sanitatis, stampato originariamente presso Magonza nel 1491 e poi ristampato più volte fino al 1547.

## Descrizione
In molte opere, lo zitiron è rappresentato come una vera e propria creatura ibrida: la testa ed il torso sono infatti quelli di un uomo in armatura, mentre la coda è quella di un pesce. Alcuni autori, tra cui Alberto Magno, lo descrivono invece come una creatura marina somigliante ad un soldato in armatura, con la testa sormontata da una cresta. Questo particolare, assieme alla sua pelle dura e rugosa rende la testa simile a un elmo con cimiero. Questa stessa pelle forma in prossimità del collo quello che sembra un grosso scudo di forma allungata.
I cavalieri di mare apparsi nel Perceforest sono più antropomorfi, descritti come veri e propri uomini armati a cavallo che vivono nel mare.
Nel romanzo arturiano Le Conte de Papegau, Artù sconfigge a duello un cavaliere di mare. Esso viene descritto come un mostruoso insieme di cavaliere, cavallo, armi e armatura in un unico corpo, ricoperto da una pelle nera come quella di un serpente.
Alcune descrizioni citano poi una peculiare resistenza della creatura alle frecce e una vulnerabilità ai martelli.